# 1961 în artă
← 1958 în artă — 1959 în artă — 1960 în artă ——  1961 în artă  —— 1962 în artă — 1963 în artă — 1964 în artă →
1961 în artă implică o serie de evenimente:

## Evenimente

### Evenimente artistice oriunde
Fără date precise

## Nașteri

### Ianuarie - iunie
- 1 ianuarie –
- 31 februarie –
- 13 mai –
- 23 iunie –

### Iulie - decembrie
- 3 iunie –

- 16 octombrie –
- 30 noiembrie –

## Decese
- 2 septembrie –
- 29 decembrie –

## Galerie (lucrări din 1961)
- Lucrări reprezentative